# انیو فلائیانو
انیو فلائیانو (ایتالیایی: Ennio Flaiano؛ ۵ مارس ۱۹۱۰ – ۲۰ نوامبر ۱۹۷۲) نویسنده اهل ایتالیا بود.
از فیلم‌هایی که وی در آن‌ها نقش داشته‌است، می‌توان به حیف که او بدذات است اشاره نمود.